# 옆자리 괴물군의 등장인물
옆자리 괴물군(となりの怪物くん)의 등장인물 목록이다. 성우는 드라마CD/애니메이션 순으로 쓰고, 1명일 경우에는 애니판을 쓴다.

## 주요인물
요시다 하루(吉田 春)
성우 - 스즈무라 켄이치(鈴村 健一)/스즈키 타츠히사(鈴木 達央), 무라세 아유무(村瀬 歩, 유년기), 배우 - 스다 마사
생일 - 4월 2일, 혈액형 - O형, 신장 - 178cm, 쇼우요고등학교 1학년 B반→2학년 A반
미즈타니 시즈쿠(水谷 雫)
성우 - 이세 마리야(伊瀬 茉莉也)/토마츠 하루카(戸松 遥), 배우 - 츠치야 타오
생일 - 2월 14일, 혈액형 - B형, 신장 - 158cm, 쇼우요고등학교 1학년 B반→2학년 B반
사사하라 소헤이(佐々原 宗平)
성우 - 오카모토 노부히코(岡本 信彦)/오사카 료타(逢坂 良太)
생일 - 4월 2일, 혈액형 - O형, 신장 - 178cm, 쇼우요고등학교 1학년 B반→2학년 B반
나츠메 아사코(夏目 あさ子)
성우 - 타츠미 유이코(巽 悠衣子)/타네자키 아츠미(種﨑 敦美)
생일 - 7월 2일, 혈액형 - O형, 신장 - 157cm, 쇼우요고등학교 1학년 B반→2학년 B반

## 야마구치 가
야마구치 켄지(山口 賢二)
성우 - 나미카와 다이스케(浪川 大輔)/테라시마 타쿠마(寺島 拓篤), 키타무라 에리(喜多村 英梨, 유년기)
생일 - 5월 9일, 혈액형 - A형, 신장 - 177cm5月9日生まれ。A型。身長は177cm, 카이메이고등학교
야마구치 이요(山口 伊代)
생일 - 9월 21일, 혈액형 - A형, 신장 - 169cm, 쇼우요고등학교 1학년 C반

## 요시다 가
요시다 유우잔(吉田 優山)
성우 - 카지 유키(梶 裕貴)/나카무라 유이치(中村 悠一), 사와시로 미유키(沢城 みゆき)
생일 - 11월 5일, 혈액형 - A형, 신장 - 176cm
요시다 타이조(吉田 泰造)
혈액형 - A형, 신장 -176cm
안도우(安藤)
생일 - 7월 29일, 혈액형 - AB형, 신장 - 178cm

## 미사와 가
미사와 미츠요시(三沢 満善)
성우 - 오노 다이스케(小野 大輔)/히구치 토모유키(樋口 智透)
생일 - 6월 18일, 혈액형 - A형, 신장 - 185cm
미사와 쿄코(三沢 京子)
성우 - 오리카사 아이(折笠 愛)
혈액형 - A형, 신장 - 170cm

## 미즈타니 가
미즈타니 타카야(水谷 隆也)
성우 - 무라세 아유무(村瀬 歩)
생일 - 3월 20일, 혈액형 -B형, 신장 - 138cm
미즈타니 아버지
미즈타니 어머니

## 쇼우요고등학교
이 부분은 옆자리 괴물군의 등장인물이 2학년일때를 기준으로 한다.

### 2-A
오오시마 치즈루(大島 千づる)
성우 - 하야미 사오리(早見 沙織)/하나자와 카나(花澤 香菜)
생일 - 1월 19일, 혈액형 - A형, 신장 - 165cm, 쇼우요고등학교 1학년 A반→2학년 A반
시모야나기

### 교사
니노미야 사에코(二宮 冴子)
성우 - 코보리 유리에(小堀 友里絵)/사사키 노조미(ささき のぞみ)
혈액형 - A형, 신장 - 162cm
오가 선생님

## 그 외

### 오오시마 친구
미야마 유우(宮間 ユウ)
성우 - 아스미 카나(阿澄 佳奈)/야하기 사유리(矢作 紗友里)
생일 - 12월 10일, 혈액형 - O형, 신장 - 146cm, 오토와여자고등학교

### 야마켄 일행
아야노코지 마사히로(綾小路 昌弘)
성우 - 마츠오카 요시츠구(松岡 禎丞)/아베 아츠시(阿部 敦)
생일 - 8월 22일, 혈액형 - B형, 신장 - 164cm, 카이메이고등학교
토미오카 류지(富岡 竜二)
성우 - 아카바네 켄지(赤羽根 健治)/오노 유키(小野 友樹)
생일 - 12월 6일, 혈액형 - A형, 신장 - 178cm, 카이메이고등학교
죠지마 잇세(城島 壱成)
성우 - 미야사카 슌조(宮坂 俊蔵)
생일 - 9월 12일, 혈액형 - O형, 신장 - 174cm, 카이메이고등학교